# Крючков, Андрей Ильич
Андрей Ильич Крючков (15 октября 1901, Стрелецкая Слобода — 22 января 1985, Минск) — советский военачальник, генерал-майор (1944).

## Биография
Андрей Ильич Крючков родился 15 октября 1901 года в Стрелецкой Слободе (ныне — в Севском районе Брянской области).
Работал курьером-писарем в волостном совете, а с января 1919 года — заведующим делопроизводством в Севском городском финотделе.

### Гражданская война
В ноябре 1919 года призван в ряды РККА и направлен красноармейцем в 19-й запасной стрелковый полк, дислоцированный в Брянске, а в августе 1920 года переведён в 6-й Татарский стрелковый полк, дислоцированный в Казани. В декабре того же года Крючков направлен на учёбу на 4-е Петроградские советские пехотные курсы, вскоре преобразованные в 8-ю Петроградскую пехотную школу. В период с февраля по март 1921 года в составе 1-й сводной курсантской бригады принимал участие в подавлении Кронштадтского восстания.

### Межвоенное время
После окончания боевых действий продолжил учёбу в 8-й Петроградской пехотной школе, по окончании которой в сентябре 1923 года направлен для обучения на теоретическом курсе Егорьевской военной школы Красного воздушного флота, после прохождения которого в феврале 1924 года стал учлётом в составе 2-й Борисоглебской военной школы лётчиков имени Осоавиахима СССР с целью получения практических лётных навыков. В результате аварии самолёта, на борту которого находился А. И. Крючков, он проходил лечение в госпитале.
После выздоровления с мая 1925 года служил в составе 165-го стрелкового полка (55-я стрелковая дивизия, Московский военный округ), дислоцированного в Курске, на должностях командира взвода, помощника командира и командира роты, начальника штаба батальона. В 1926 году вступил в ряды ВКП(б). В мае 1933 года назначен на должность начальника 4-го (разведывательного) отделения штаба 55-й стрелковой дивизии, а в феврале 1934 года — на должность помощника начальника штаба 6-го авиадесантного отряда (101-я авиабригада ВВС), дислоцированного в Воронеже.
В мае 1934 года Крючков направлен на учёбу в Военную академию имени М. В. Фрунзе, после окончания которой в сентябре 1937 года назначен на должность комиссара 173-го стрелкового полка (58-я стрелковая дивизия, Киевский военный округ), в августе 1938 года — на должность командира этого же полка, а в апреле 1939 года — на должность военкома штаба 1-й Отдельной Краснознамённой армии, дислоцированной в г. Ворошилов.
Полковой комиссар А. И. Крючков с 7 декабря 1940 года исполнял должность начальника Владивостокского пехотного училища, а 26 апреля 1941 года утверждён в этой должности.

### Великая Отечественная война
С началом войны находился на прежней должности.
9 декабря 1941 года полковник Крючков назначен на должность начальника Хабаровского пехотного училища, а 17 мая 1942 года — на должность командира 12-й стрелковой дивизии (2-я Краснознамённая армия, Дальневосточный фронт), дислоцированной в Благовещенске, которая выполняла задачи по обороне государственной границы, а также подготавливала личный состав с целью отправки в действующую армию.
Во время Советско-японской войны 12-я стрелковая дивизия под командованием А. И. Крючкова принимала участие в боевых действиях в Манчжурской и Сунгарийской наступательных операциях, в ходе которых после форсирования рек Амур и Уссури взяла Цикайский укреплённый район и несколько китайских городов.

### Послевоенная карьера
После окончания войны находился на прежней должности.
В марте 1946 года направлен на учёбу на Высшие академические курсы при Высшей военной академии имени К. Е. Ворошилова, после окончания которых в январе 1947 года направлен в Военную академию имени М. В. Фрунзе с целью использования на преподавательской работе и с апреля 1948 года служил на должностях старшего преподавателя по оперативно-тактической подготовке и тактического руководителя учебной группы основного факультета.
В августе 1949 года А. И. Крючков назначен на должность заместителя представителя Представительства Советской контрольной комиссии в Германии по земле Бранденбург, в августе 1950 года — на должность заместителя командира 28-го гвардейского стрелкового корпуса (8-я гвардейская армия, Группа советских войск в Германии), 27 октября того же года — на должность начальника курса основного факультета Военной академии имени М. В. Фрунзе, а в декабре 1954 года — на должность начальника Минского суворовского училища.
Генерал-майор Андрей Ильич Крючков 10 октября 1956 года вышел в запас. Умер 22 января 1985 года в Минске, похоронен на Восточном кладбище.

## Награды
- Орден Ленина (21.02.1945);
- Три ордена Красного Знамени (3.11.1944, 27.9.1945, 2.9.1950, 15.11.1950);
- Орден Красной Звезды (22.02.1944);
- Медали, в том числе «За победу над Германией» (5.10.1945)[7].

## Комментарии
1. ↑  Во многих источниках[2][3][4] местом рождения указывается Севск.
2. ↑  На надгробном памятнике указана дата смерти 29 января[6].